# Clare Higgins
Clare Frances Elizabeth Higgins (Bradford, Yorkshire; 10 de noviembre de 1955), más conocida como Clare Higgins, es una actriz británica, conocida por su actuación en la película Hellraiser (1987), dirigida y producida por Clive Barker.

## Biografía
Sus padres, James Stephen Higgins y Paula Cecilia Murphy, eran de clase irlandesa católica trabajadora, llegando a trabajar como maestros. Ella se interesó por la actuación y la representación desde su infancia. Con el paso del tiempo, Clare fue expulsada de un colegio de monjas, hecho que después traería consigo a emanciparse de casa a los 17 años.

## Filmografía

### Cine
| Año  | Película                     | Personaje     | Director           |
| ---- | ---------------------------- | ------------- | ------------------ |
| 2010 | Toast                        | Mavis         | S.J. Clarkson      |
| 2008 | Spring 1941                  | Clara Planck  | Uri Barbash        |
| 2007 | La Brújula Dorada            | Ma Costa      | Chris Weitz        |
| 2007 | Cassandra's Dream            | Madre         | Woody Allen        |
| 2005 | Mrs Palfrey at the Claremont | Mrs. Meyer    | Dan Ireland        |
| 1996 | Small Faces                  | Lorna Maclean | Gillies MacKinnon  |
| 1994 | Patria                       |               | Christopher Menaul |
| 1988 | Hellbound: Hellraiser II     | Julia Cotton  | Tony Randel        |
| 1987 | Hellraiser                   | Julia Cotton  | Clive Barker       |

### Televisión
| Año  | Serie              | Personaje                     | Director                    |
| ---- | ------------------ | ----------------------------- | --------------------------- |
| 1985 | Cover Her Face     | Catherine Bowers              | John Davies                 |
| 2017 | The Worst Witch    | Miss Ada Cackle/Agatha Cackle | Brian Grant                 |
| 2018 | Into the Badlands  | Ankara                        | Alfred Gough & Miles Millar |
| 2022 | Dangerous Liaisons | Madame Jericho                |                             |